# Enable Viacam
Enable Viacam (eViacam) — программа, заменяющая использование компьютерной мыши на управление при помощи движений головы пользователя, отслеживаемых обычной веб-камерой.

## Функции
- Эмуляция нажатия клавиш мыши: левой, средней, правой; способы управления: двойное нажатие, Drag-and-drop.
- Enable Viacam может использоваться вместе с программой, предоставляющей функцию экранной клавиатуры.

## Используемые компоненты
- OpenCV — обеспечивает компьютерное зрение.
- wxWidgets — компонент графического интерфейса.

## Награды
Программа Enable Viacam была отмечена наградами нескольких сайтов, специализирующихся на обзорах программного обеспечения, среди них:
- www.fiberdownload.com
- www.geardownload.com Архивная копия от 1 декабря 2011 на Wayback Machine
- www.brothersoft.com
- www.softsea.com Архивная копия от 22 марта 2012 на Wayback Machine
- www.makeuseof.com Архивная копия от 22 февраля 2012 на Wayback Machine, см. MakeUseOf[англ.].